# Ставчани (станція)
Ставча́ни — проміжна залізнична станція 5-го класу Львівської дирекції Львівської залізниці на електрифікованій лінії Оброшин — Самбір між станціями Оброшин (6 км) та Любінь-Великий (11 км). Розташована неподалік села Ставчани Львівського району Львівської області.

## Історія
Станція відкрита 27 серпня 1903 року одночасно з відкриттям руху на залізничній лінії Львів — Самбір.
1967 року станція електрифікована постійним струмом (=3 кВ) в складі дільниці Львів — Самбір.

## Пасажирське сполучення
На станції зупиняються приміські електропоїзди сполученням Львів — Сянки.